# Alberto Poletti
Alberto José Poletti (Buenos Aires, 21 luglio 1946) è un ex calciatore argentino, di ruolo portiere.

## Carriera
Si guadagna notorietà internazionale negli anni sessanta con la casacca dell'Estudiantes: dopo aver vinto il Metropolitano del 1967, subisce 12 reti in 16 giornate di Libertadores 1968, tenendo la porta inviolata in otto occasioni, vincendo il titolo continentale con il club argentino. Nello stesso anno, vince due competizioni intercontinentali di prestigio: l'Interamericana contro i messicani campioni del Nord America del Toluca – dopo tre finali, l'ultima sul neutro di Montevideo (3-0) – e l'Intercontinentale contro i campioni d'Europa del Manchester Utd. Contro l'attacco dei Red Devils formato da George Best, Denis Law e Bobby Charlton, Poletti tiene la rete bianca nella sfida d'andata e subisce un solo gol, da Willie Morgan, al ritorno, dove l'estremo difensore argentino si rende particolarmente decisivo con le proprie parate.
L'Estudiantes si ripete nel 1969 in Libertadores, andando a disputare la sua seconda Intercontinentale di fila, questa volta contro gli italiani del Milan. L'attaccante dei campioni d'Europa Nestor Combin, nato in Argentina e divenuto francese, è visto come un traditore dagli argentini, che lo vessano soprattutto nella partita di ritorno, a Buenos Aires, dopo che l'Estudiantes aveva perso 3-0 a Milano.
Al termine del match di Buenos Aires, il portiere Poletti è ritenuto tra i giocatori più violenti dell'Estudiantes: la federcalcio argentina lo squalifica a vita. È arrestato e finisce in prigione per 30 giorni di detenzione. In seguito, il portiere è graziato e la squalifica è tolta. Nonostante ciò, non gioca per squalifica né la Libertadores (poi vinta per la terza volta dai biancorossi) né la Coppa Intercontinentale 1970 persa contro il Feyenoord.

## Palmarès

### Club

#### Competizioni nazionali
- Campionato argentino: 1

Estudiantes: Metropolitano 1967
- Campionato greco: 1

Olympiacos: 1972-1973
- Coppa di Grecia: 1

Olympiacos: 1972-1973

#### Competizioni internazionali
- Coppa Libertadores: 2

Estudiantes: 1968, 1969
- Coppa Interamericana: 1

Estudiantes: 1968
- Coppa Intercontinentale: 1

Estudiantes: 1968